# August Lindemann (Architekt)

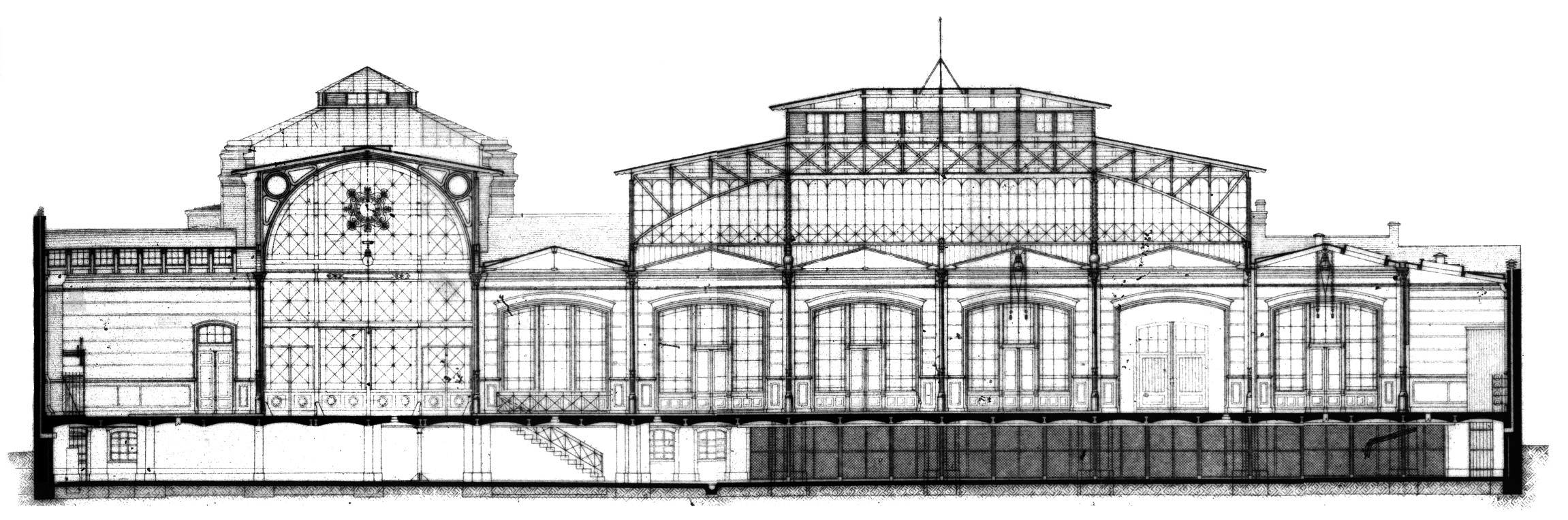
Schnitt durch die Markthalle II an der Lindenstraße in Berlin

August Lindemann (* 6. September 1842 in Neustadt (Dosse); † 28. März 1921 in Berlin) war ein deutscher Architekt und kommunaler Baubeamter in Berlin.

## Leben
August Lindemann wurde am 6. September 1842 in Neustadt an der Dosse geboren. Bis 1869 studierte er an der Berliner Bauakademie. In den folgenden Jahrzehnten unterstützte er als Stadtbauinspektor den Berliner Stadtbaurat Hermann Blankenstein in seiner 1872 bis 1896 dauernden Amtszeit in architektonischen Belangen. Blankenstein und seine Mitarbeiter hatten ein immenses Bauprogramm zu bewältigen, das die Entwicklung Berlins zur Millionenstadt mit sich brachte, darunter ungefähr 120 Schulbauten oder Versorgungsbauten wie den städtischen Zentralvieh- und Schlachthof und die 15 städtischen Markthallen. Über die Anlagen und die Betriebseinrichtungen des Zentralvieh- und Schlachthofs und der Markthallen veröffentlichte Lindemann 1885 und 1899 zwei umfangreiche Publikationen. In den Jahren von 1893 bis 1895 wirkte Lindemann als Schatzmeister des Architektenvereins zu Berlin, dem er bereits 1870 beigetreten war. Er starb am 28. März 1921 in Berlin.
Zum 1. Oktober 2003 wurde die August-Lindemann-Straße im Entwicklungsgebiet Alter Schlachthof zu seinen Ehren benannt.

## Werk

### Schriften
- (mit Hermann Blankenstein): Der Zentral-Vieh- und Schlachthof zu Berlin. Seine baulichen Anlagen und Betriebs-Einrichtungen. Verlag Julius Springer, Berlin 1885. (Digitalisat der Zentral- und Landesbibliothek Berlin unter urn:nbn:de:kobv:109-1-13017296)
- Die Markthallen Berlins. Verlag Julius Springer, Berlin 1899.

### Bauten
- 1877–1881: städtischer Zentral-Vieh- und Schlachthof Berlin (mit Hermann Blankenstein)
- 1880–1881: heutige „Lina-Morgenstern-Gemeinschaftsschule“, Gneisenaustraße 7 in Berlin-Kreuzberg (mit Hermann Blankenstein)
- 1883–1892: Beteiligung am kommunalen Bauprogramm für die Berliner Markthallen unter der Leitung von Hermann Blankenstein
- 1892: Rathaus Wilmersdorf, Brandenburgische Straße 2/Ecke Sigmaringer Straße (nicht mehr vorhanden)
- 1895–1899: Erweiterungen des Zentral-Vieh- und Schlachthofs um den Neuen Schlachthof an der Thaerstraße und der Landsberger Allee in Berlin